# قمبريط أحمر الأوراق
قمبريط أحمر الأوراق (الاسم العلمي:Combretum erythrophyllum) هو نوع من النباتات يتبع جنس القمبريط من الفصيلة القمبريطية.